# رضوان قلعجي
محمد رضوان قلعجي (19 يناير 1992) لاعب كرة قدم سوري يلعب حاليا لصالح نادي الجيش السوري في خط الوسط من 2014.

## الإنجازات

### الاتحاد
- كأس الاتحاد الآسيوي (1): 2010
- كأس الجمهورية السورية (1): 2011

### المحرق
- كأس ملك البحرين (1): 2013